# Guillermo II de Pallars Sobirá
Guillermo II de Pallars Sobirá (? - 1035) fue el primer conde privativo de Pallars Sobirá (1011-1035).

## Biografía
Fue el segundo hijo del conde Suniario I de Pallars y su primera esposa Ermengarda de Rouergue. A la muerte de su padre en 1010, junto con su hermano mayor Ramón apartaron del poder a Ermengol I y se repartieron los dominios de su padre.
El Pallars Sobirá, que quedó en posesión de Guillermo, comprendía el territorio de la cuenca alta del río Noguera Pallaresa, que había sido la cuna del condado de Pallars, y era el menos rico y poblado de los dos. Sin embargo, por su misma pobreza quedó protegido de las incursiones musulmanas y la codicia de sus vecinos cristianos, por lo que consiguió sobrevivir de forma independiente durante un período de tiempo considerable.

## Nupcias y descendencia
De su matrimonio con Estefanía de Urgel, hija del conde Armengol I y Tetberga de Provenza, tuvo a:
- Bernardo (?-1049), conde de Pallars Sobirá
- Artal (?-1081), conde de Pallars Sobirá
- Ramón de Pallars Sobirá (?-1091)
- Eldiondis de Pallars Sobirá, casada con Guitart Isarn de Vallferrera

A su muerte fue sucedido por su hijo mayor, Bernardo.
| Predecesores: Suñer I y Ermengol I (como condes de Pallars) | Conde de Pallars Sobirá 1010-1035 | Sucesor: Bernardo II |